# Université du Proche-Orient (basket-ball féminin)
L'université du Proche-Orient (turc : Yakın Doğu Üniversitesi SK), précédemment Basketbolu Geliştirenler Derneği, était le club de basket-ball féminin de l’université du Proche-Orient de Nicosie-Nord.
Bien que basé à Istanbul pour pouvoir participer à la TBBL, soit la plus haute division du championnat turc, le club représente la république turque de Chypre du Nord non reconnue internationalement.

## Historique

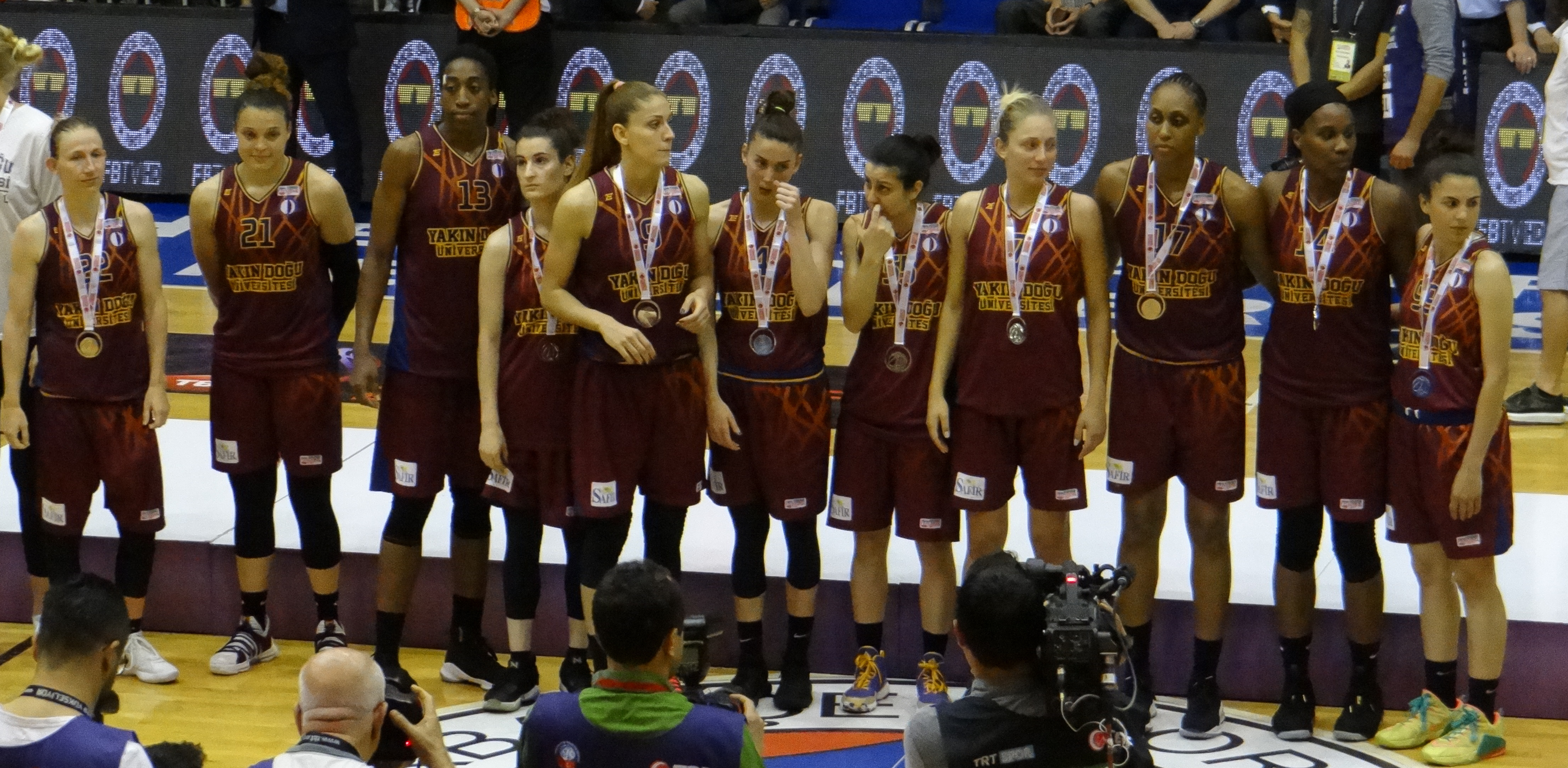
L’effectif de l’université du Proche-Orient en 2018.

Quelques jours après avoir perdu la finale du Championnat turc face à Fenerbahçe, le club annonce le mercredi 23 mai 2018 qu'il cesse ses activités professionnelles.

## Palmarès

### Chypre du Nord
- Championnat de Chypre du Nord (4) : 2009, 2010, 2011, 2012

### Turquie
- Eurocoupe (1) : 2017[2]
- Championnat de Turquie (1) : 2017[2]
- Coupe de Turquie (1) : 2017[2], 2018

## Joueuses célèbres
- Ann Wauters
- Sandrine Gruda[5]
- Courtney Vandersloot